# Єрмолова Марія Миколаївна
Марія Миколаївна Єрмолова (1853—1928) — вважається однією з найталановитіших акторок в історії Малого театру (Москва), за словами Станіславського — найвеличніша з акторів, яких він бачив. Прославилася ролями волелюбних особистостей, відданих своїм ідеалам, що протистоять навколишній вульгарності. Заслужена артистка Імператорських театрів (1902). Перша Народна артистка Республіки (1920). Герой праці (1924). З 1935 року її ім'я носить Московський драматичний театр ім. М. М. Єрмолової.
Чоловік — Микола Петрович Шубинський (1853—1921) — депутат Державної думи III та IV скликань, відомий московський присяжний повірений, юрист і адвокат.

## Життєпис
Марія Єрмолова народилася у Москві 15 липня 1853 року в родині суфлера Малого театру Миколи Єрмолова; дід Олексій Семенович Єрмолов був свого часу кріпаком, скрипалем князів Волконських, отримавши вільну, влаштувався до театру гардеробмейстером. Захопившись театральним мистецтвом, він і своїх дітей влаштував у тій же сфері. Його син Микола Олексійович, перш ніж стати суфлером, був драматичним артистом і автором кількох водевілів, які йшли на сценах Московської імператорської трупи, проте відомо, що особливим талантом його творчість не відзначалася.
У 1862 році Марія вступила до балетного класу Московського театрального училища. Однак здібностей до балету вона не виявила. Водночас беручи участь у масових сценах балетів, опер і драматичних вистав, Єрмолова ставала свідком творчості найбільших майстрів сцени. У вільні вечори учениці училища розігрували вистави, в яких розкривалося велике драматичне дарування Єрмолової.
У 1866 році батько Єрмолової, який знав про пристрасне захоплення дочки драматичною сценою, дозволив їй зіграти на своєму бенефісі роль розбитної дівчини-кокетки Фаншети у водевілі «Жених нарозхват» Д. Т. Ленського. Це була перша її роль, але вона не принесла їй успіху.
У 1870 році Надія Медведєва вирішила дати Єрмолової головну роль у своєму бенефісі. У виставі «Емілія Галотті», прем'єра якої відбулася 30 січня 1870 року, Єрмолова проявила потужний сценічний темперамент і дивовижну щирість. Цей спектакль користувався величезним успіхом.
У 1871 році Єрмолова закінчила театральне училище і була прийнята в трупу Малого театру. У перші роки Єрмоловій не доручали серйозних ролей, їй доводилося грати ролі легковажних панночок в комедіях і водевілях. Дарування Єрмолової, головним чином трагічне і героїчне, не отримувало свого розкриття.
У 1870—1880 знайомиться з численними діячами культури та літератури, пише виступи для вечора зустрічей. Про неї стала писати критика. Одного разу знайомиться з актором Шубинським, своїм майбутнім чоловіком. Він закінчує юридичний факультет, збираючись присвятити праву свою майбутню діяльність. Але він відвідує багато нелегальних зустрічей, і за ним встановлюється стеження. З 1870-х Єрмолова починає грати справжні ролі, які їй цікаві, які її захоплюють.
У 1873 році Єрмолова виконала роль Катерини в п'єсі «Гроза». Робота над цією роллю тривала кілька років. Катерина Єрмолової підіймалася над побутом, жила у своєму світі любові та мрій; це була російська жінка, сповнена внутрішньої сили та готовності до героїчної самопожертви.
Через три роки на своєму бенефісі Єрмолова грала Лауренсию в п'єсі Лопе де Вега «Овече джерело». Ось що писав про цю роль Н. І. Стороженко:
 «Ті, що були присутні на цьому спектаклі, досі пам'ятають те глибоке, приголомшливе враження, яке справили і п'єса, і гра Марії Миколаївни в ролі Лауренсії … Коли Лауренс, бліда, з розпущеним волоссям, тремтяча від сорому й обурення, вривається на площу і сильною промовою збуджує народ до повстання проти губернатора, захоплення публіки дійшло до ентузіазму … В цій ролі вилилася цілком пристрасна любов до свободи і не менш пристрасна ненависть до тиранії, яка охопила собою юну душу артистки. Немов електричний ланцюг з'єднала цього разу серце артистки з серцями тисячі глядачів, і вони злилися з нею в одному почутті».
В 1890-е грає п'єси символістів: Гауптмана, Ібсена, Горького. Грає Вассу Желєзнову в однойменній п'єсі М. Горького про протистояння двох жінок різного часу — Васси та Рахіль. Єрмолова грає Вассу стару і мудру. Багато займалася в училище з акторами. Отримала звання народної артистки.
У 1920 році стала народною артисткою РРФСР, у 1924-му — Героєм Праці.
У 1923 році йде зі сцени. Чоловік рано помер. Вона була самотня, мало кого приймала.
Померла в Москві 12 березня 1928 року.
Похована, згідно із заповітом, у Владикіно. Згодом перепохована на Новодівичому цвинтарі поряд з Чеховим, Станіславським і акторами МХТ.

## Пам'ять
- На честь акторки названо астероїд 3657 Єрмолова.
- Ім'я Єрмолової носить розташований на Тверській вулиці Московський драматичний театр.
- У 1957 році була випущена поштова марка СРСР, присвячена Єрмоловій.

## Ролі в театрі
- 1866 — «Жених нарозхват» Д. Т. Ленського — Фаншетта
- 1870 — «Емілія Галотті» Г. Е. Лессінга — Емілія Галотті
- 1871 — «Весілля Кречинського» Сухово-Кобиліна — Лідочка
- 1871 — «Тартюф» Мольєра — Маріанна
- 1873 — «Гроза» А. М. Островського — Катерина
- 1876 — «Овече джерело» Лопе де Вега — Лауренс
- 1876 — «Василиса Мелентьєва» А. М. Островського — Василиса Мелентьєва
- 1877 — «Остання жертва» А. Н. Островського — Юлія Тугіна
- 1878 — «Річард III» У. Шекспіра — леді Анна
- 1878 — «Гамлет» В. Шекспіра — Офелія (потім в 1891 р.)
- 1879 — «Уріель Акоста» Гуцкова — Юдифь
- 1879 (?) — «На порозі до справи» Н. Я. Соловйова — Лонін
- 1879 — «Безприданниця» А. М. Островського — Лариса
- 1881 — «Таланти і шанувальники» А. Н. Островського — Нігин
- 1883 — «Гаряче серце» А. Н. Островського — Параша
- 1883 — «Невільничка» А. Н. Островського — Евлалія
- 1884 — «Орлеанська діва» Ф. Шиллера — Іоанна Д'Арк (грала цю роль 18 років)
- 1886 — «Марія Стюарт» Ф. Шиллера — Марія Стюарт
- 1886 — «Зірка Севільї» Лопе де Вега — Естрелья
- 1887 — «Зимова казка» У. Шекспіра — Герміона
- 1889 — «Тетяна Рєпіна» А. С. Суворина (про актрису Євлалію Кадміну), поставлена 16 січня в Малому театрі — Євлалія Кадміна
- 1890 — «Федра» Ж. Расіна — Федра
- 1892 — «Сафо» Ф. Грільпарпера — Сафо
- 1896 — «Макбет» У. Шекспіра — леді Макбет
- 1902 — «Коріолан» У. Шекспіра — Волумнія
- «Без вини винуваті» А. М. Островського — Кручиніна
- «Привиди» Х. Ібсена — фру Альвінг
- «Дмитро Самозванець і Василь Шуйський» А. М. Островського — цариця Марфа
- 1918 — «Декабрист» П. П. Гнєдича — княжна Плавутіна-Плавунцева